# Twierdzenie o rzucie ortogonalnym
Twierdzenie o rzucie ortogonalnym – twierdzenie analizy funkcjonalnej mówiące, że dla dowolnej domkniętej podprzestrzeni liniowej przestrzeni Hilberta istnieje ortogonalna podprzestrzeń komplementarna do wybranej. Ma ono szereg zastosowań nie tylko w analizie funkcjonalnej (np. dowód twierdzenia Riesza), ale również m.in. w teorii równań różniczkowych cząstkowych.
Niech {\displaystyle H} będzie przestrzenią Hilberta, zaś {\displaystyle C\subseteq H} będzie jej domkniętą podprzestrzenią liniową; wówczas
{\displaystyle H=C\oplus C^{\perp },}
gdzie {\displaystyle \oplus } oznacza (wewnętrzną) sumę prostą, a {\displaystyle C^{\perp }} to dopełnienie ortogonalne podprzestrzeni {\displaystyle C.}

## Dowód
Ponieważ {\displaystyle C} jest niepusta i wypukła jako podprzestrzeń liniowa {\displaystyle H} oraz zupełna jako domknięta podprzestrzeń przestrzeni zupełnej, to spełnione są założenia twierdzenia o zbiorze wypukłym, które dla dowolnego elementu {\displaystyle h\in H} gwarantuje istnienie jedynego elementu {\displaystyle a\in C,} który leży najbliżej {\displaystyle h.}  Wówczas:
{\displaystyle h=c+(h-c).}
Z kolei poniższy lemat zapewnia, że element {\displaystyle (h-c)\perp C,} tj. {\displaystyle h-c\in C^{\perp },} a co za tym idzie  {\displaystyle H=C+C^{\perp }} (przestrzeń {\displaystyle H} jest generowana przez {\displaystyle C,C^{\perp }}); ponadto jeżeli {\displaystyle x\in C\cap C^{\perp },} to {\displaystyle x\perp x,} co zachodzi tylko dla {\displaystyle x=0}, a zatem {\displaystyle C\cap C^{\perp }=\{0\};} stąd też {\displaystyle H=C\oplus C^{\perp }} jest ortogonalną sumą prostą podprzestrzeni {\displaystyle C} i jej dopełnienia ortogonalnego {\displaystyle C^{\perp }.}
Element {\displaystyle c} nazywany też bywa elementem najlepiej aproksymującym {\displaystyle h} ew. rzutem {\displaystyle h} na {\displaystyle C} i oznaczany bywa {\displaystyle P_{C}(h)} ew. {\displaystyle \Pi _{C}(h).}
Lemat
Niech {\displaystyle X} będzie przestrzenią unitarną z normą {\displaystyle \|\cdot \|} indukowaną z iloczynu skalarnego {\displaystyle \langle \cdot ,\cdot \rangle ,} zaś {\displaystyle Y} będzie zupełną podprzestrzenią liniową w {\displaystyle X.} Wówczas {\displaystyle a} jest rzutem {\displaystyle x} na {\displaystyle Y} wtedy i tylko wtedy, gdy {\displaystyle a\in Y} oraz {\displaystyle (x-a)\perp Y}.